# Doronicum tianshanicum
Doronicum tianshanicum là một loài thực vật có hoa trong họ Cúc. Loài này được C.H.An mô tả khoa học đầu tiên năm 1999.